# Marija Lojpur
Marija Lojpur (née le 10 août 1983 à Kragujevac) est une joueuse internationale serbe de handball, évoluant au poste de pivot au ŽRK Vardar Skopje de 2012 à 2014.

## Palmarès

### En sélection
- vice-championne du monde en 2013 en Serbie avec la Serbie[1]